# 孙友余
孙友余（1915年—1998年），男，安徽寿县人，中华人民共和国政治人物，曾任中华人民共和国第一机械工业部副部长，第五届全国政协委员。